# Pemuxtitla II
Pemuxtitla II är en ort i Mexiko.   Den ligger i kommunen Pánuco och delstaten Veracruz, i den östra delen av landet, 300 km norr om huvudstaden Mexico City. Pemuxtitla II ligger 16 meter över havet och antalet invånare är 115.
Terrängen runt Pemuxtitla II är mycket platt. Runt Pemuxtitla II är det ganska glesbefolkat, med 32 invånare per kvadratkilometer. Närmaste större samhälle är Pánuco, 15,6 km öster om Pemuxtitla II. Trakten runt Pemuxtitla II består till största delen av jordbruksmark.